# SpVgg Dresden-Löbtau 1893
Maillots
Le SpVgg Dresden-Löbtau est un club allemand de football, localisé dans la ville de Dresde en Saxe.
De nos jours[Quand ?], le club compte plus de 600 membres. Outre le football, il compte d’autres sections dont le Handbal ou le Tennis de table.
La section football du club actuel se veut l’héritière du Dresdner FC 1893, soit le plus ancien club de la ville de Dresde.

## Histoire

### Dresdner English FC
Le 18 mars 1874 fut créé le Dresden English Football Club par des ressortissants anglais installés dans la ville de Saxe pour contribuer au développement de l'industrie naissante. On considère que ce fut le premier club de football d’Allemagne, voire le premier constitué en dehors des îles britanniques.
Le club compta rapidement plus de 70 membres et joua des rencontres essentiellement contre d’autres équipes créées par des ressortissants britanniques. L’équipe joua au Güntzwiezen devant l’entrée des  Großen Gartens, soit tout près du site de l’actuel Rudolf-Harbigstadion du  Dynamo Dresden.
À partir des années 1880, on retrouve trace régulièrement du Dresdner English FC, abrégé DFC, dans des archives de presse ou autres documents.

### Dresdner SG 1893
Le Dresdner English FC semble avoir arrêté ses activités dans la première partie des années 1890.
En 1893, du cercle gymnique, le "Turnerschaft 1877 Löbtau créèrent le Neuer Dresdner FC. En 1899, ce club prit le nom de Dresdner SG 1893.
En janvier 1900, le Dresdner SG fut un des fondateurs de la Fédération allemande de football (DFB).
Par après, le Dresdner SG fut aussi fondateur de la Verbandes Dresdner Ballspiel-Vereine où il eut comme adversaire le SpVgg 1899 Leipzig ou le VfB Leipzig.
Le club disputa les demi-finales du Championnat Centre en 1918 ainsi qu’une demi-finale de la Coupe du Centre en 1927. Ce furent ses seules titres de gloire.
Dans les années 1930, le club n’arriva pas à jouer en Gauliga Saxe, une des ligues créées sur l’ordre des Nazis dès leur arrivée au pouvoir.

### Après 1945
Après la capitulation de l’Allemagne nazie, tous les clubs et associations allemands furent dissous par les Alliés. Le Dresdner SG 1893 fut reconstitué sous l’appellation SG Löbtau.
Après la création de la RDA, en 1949, le club subit le sort des associations sportives d’Allemagne de l’Est. L’État communiste géra les clubs qui devinrent des éléments corporatistes c'est-à-dire lié à un secteur d’activités ou aux appareils de l’État. Le SG Löbtau devint la BSG Konsum Dresden. BSG signifiant Betriebssportgemeinschaft ou association sportive d’entreprise.
En 1952, le club fut rebaptisé BSG Empor Dresden-Löbtau.
Le club ne joua jamais dans les plus hautes divisions est-allemandes. Après la réunification allemande, le club fut renommé SpVgg Dresden-Löbtau 1893.

## Palmarès
- Demi-finaliste du Championnat d’Allemagne du Centre : 1918
- Demi-finaliste de la Coupe d’Allemagne du Centre : 1927